# 6 uur van Shanghai 2016
De 6 uur van Shanghai 2016 was de achtste race van het FIA World Endurance Championship-seizoen 2016. De race werd verreden op 6 november 2016 op het Shanghai International Circuit nabij Shanghai, China.
De race werd gewonnen door de Porsche Team #1 van Timo Bernhard, Brendon Hartley en Mark Webber. De LMP1 privé-klasse werd gewonnen door de ByKolles Racing Team #4 van Pierre Kaffer, Simon Trummer en Oliver Webb. De LMP2-klasse werd gewonnen door de G-Drive Racing #26 van Alex Brundle, Roman Roesinov en Will Stevens. De LMGTE Pro-klasse werd gewonnen door de Ford Chip Ganassi Team UK #67 van Andy Priaulx en Harry Tincknell. De LMGTE Am-klasse werd gewonnen door de Aston Martin Racing #98 van Paul Dalla Lana, Pedro Lamy en Mathias Lauda.

## Kwalificatie
Tijden vetgedrukt betekent de snelste tijd in die klasse.
| Pos. | Klasse     | No. | Team                      | Tijd     | Grid |
| ---- | ---------- | --- | ------------------------- | -------- | ---- |
| 1    | LMP1       | 1   | Porsche Team              | 1:44.462 | 1    |
| 2    | LMP1       | 5   | Toyota Gazoo Racing       | 1:44.522 | 2    |
| 3    | LMP1       | 8   | Audi Sport Team Joest     | 1:44.610 | 3    |
| 4    | LMP1       | 6   | Toyota Gazoo Racing       | 1:44.810 | 4    |
| 5    | LMP1       | 7   | Audi Sport Team Joest     | 1:44.868 | 5    |
| 6    | LMP1       | 2   | Porsche Team              | 1:45.051 | 6    |
| 7    | LMP1 privé | 13  | Rebellion Racing          | 1:49.828 | 7    |
| 8    | LMP1 privé | 4   | ByKolles Racing Team      | 1:51.285 | 8    |
| 9    | LMP2       | 44  | Manor                     | 1:54.225 | 9    |
| 10   | LMP2       | 36  | Signatech Alpine          | 1:54.382 | 10   |
| 11   | LMP2       | 30  | Extreme Speed Motorsports | 1:54.398 | 11   |
| 12   | LMP2       | 26  | G-Drive Racing            | 1:54.759 | 12   |
| 13   | LMP2       | 43  | RGR Sport by Morand       | 1:54.845 | 13   |
| 14   | LMP2       | 45  | Manor                     | 1:54.899 | 14   |
| 15   | LMP2       | 27  | SMP Racing                | 1:55.754 | 15   |
| 16   | LMP2       | 37  | SMP Racing                | 1:56.429 | 16   |
| 17   | LMP2       | 31  | Extreme Speed Motorsports | 1:56.439 | 17   |
| 18   | LMP2       | 35  | Baxi DC Racing Alpine     | 1:57.111 | 18   |
| 19   | LMGTE Pro  | 67  | Ford Chip Ganassi Team UK | 2:01.391 | 19   |
| 20   | LMGTE Pro  | 66  | Ford Chip Ganassi Team UK | 2:01.528 | 20   |
| 21   | LMGTE Pro  | 95  | Aston Martin Racing       | 2:02.040 | 21   |
| 22   | LMGTE Pro  | 51  | AF Corse                  | 2:02.315 | 22   |
| 23   | LMGTE Pro  | 97  | Aston Martin Racing       | 2:02.432 | 23   |
| 24   | LMGTE Pro  | 71  | AF Corse                  | 2:02.866 | 24   |
| 25   | LMGTE Pro  | 77  | Dempsey-Proton Racing     | 2:03.767 | 25   |
| 26   | LMGTE Am   | 98  | Aston Martin Racing       | 2:04.997 | 26   |
| 27   | LMGTE Am   | 83  | AF Corse                  | 2:05.334 | 27   |
| 28   | LMGTE Am   | 88  | Abu Dhabi-Proton Racing   | 2:05.466 | 28   |
| 29   | LMGTE Am   | 78  | KCMG                      | 2:06.344 | 29   |
| 30   | LMGTE Am   | 86  | Gulf Racing               | 2:07.712 | 30   |
| 31   | LMGTE Am   | 50  | Larbre Compétition        | 2:07.857 | 31   |

## Uitslag
Winnaars in hun klasse zijn vetgedrukt; LMP1 is rood, LMP2 is blauw, LMGTE Pro is groen en LMGTE Am is oranje.
| Pos. | Klasse     | No. | Team                      | Coureurs                                                | Chassis                        | Banden | Ronden | Tijd/Reden  |
| Pos. | Klasse     | No. | Team                      | Coureurs                                                | Motor                          | Banden | Ronden | Tijd/Reden  |
| ---- | ---------- | --- | ------------------------- | ------------------------------------------------------- | ------------------------------ | ------ | ------ | ----------- |
| 1    | LMP1       | 1   | Porsche Team              | Timo Bernhard Brendon Hartley Mark Webber               | Porsche 919 Hybrid             | M      | 195    | 6:00:27.901 |
| 1    | LMP1       | 1   | Porsche Team              | Timo Bernhard Brendon Hartley Mark Webber               | Porsche 2.0 L Turbo V4         | M      | 195    | 6:00:27.901 |
| 2    | LMP1       | 6   | Toyota Gazoo Racing       | Mike Conway Kamui Kobayashi Stéphane Sarrazin           | Toyota TS050 Hybrid            | M      | 195    | +59.785     |
| 2    | LMP1       | 6   | Toyota Gazoo Racing       | Mike Conway Kamui Kobayashi Stéphane Sarrazin           | Toyota 2.4 L Turbo V6          | M      | 195    | +59.785     |
| 3    | LMP1       | 5   | Toyota Gazoo Racing       | Sébastien Buemi Anthony Davidson Kazuki Nakajima        | Toyota TS050 Hybrid            | M      | 195    | +1:06.038   |
| 3    | LMP1       | 5   | Toyota Gazoo Racing       | Sébastien Buemi Anthony Davidson Kazuki Nakajima        | Toyota 2.4 L Turbo V6          | M      | 195    | +1:06.038   |
| 4    | LMP1       | 2   | Porsche Team              | Romain Dumas Neel Jani Marc Lieb                        | Porsche 919 Hybrid             | M      | 195    | +1:40.855   |
| 4    | LMP1       | 2   | Porsche Team              | Romain Dumas Neel Jani Marc Lieb                        | Porsche 2.0 L Turbo V4         | M      | 195    | +1:40.855   |
| 5    | LMP1       | 8   | Audi Sport Team Joest     | Loïc Duval Lucas di Grassi Oliver Jarvis                | Audi R18                       | M      | 192    | +3 ronden   |
| 5    | LMP1       | 8   | Audi Sport Team Joest     | Loïc Duval Lucas di Grassi Oliver Jarvis                | Audi TDI 4.0 L Turbo Diesel V6 | M      | 192    | +3 ronden   |
| 6    | LMP1       | 7   | Audi Sport Team Joest     | Marcel Fässler André Lotterer Benoît Tréluyer           | Audi R18                       | M      | 181    | +14 ronden  |
| 6    | LMP1       | 7   | Audi Sport Team Joest     | Marcel Fässler André Lotterer Benoît Tréluyer           | Audi TDI 4.0 L Turbo Diesel V6 | M      | 181    | +14 ronden  |
| 7    | LMP1 privé | 4   | ByKolles Racing Team      | Pierre Kaffer Simon Trummer Oliver Webb                 | CLM P1/01                      | D      | 181    | +14 ronden  |
| 7    | LMP1 privé | 4   | ByKolles Racing Team      | Pierre Kaffer Simon Trummer Oliver Webb                 | AER P60 2.4 L Turbo V6         | D      | 181    | +14 ronden  |
| 8    | LMP2       | 26  | G-Drive Racing            | Alex Brundle Roman Roesinov Will Stevens                | Oreca 05                       | D      | 180    | +15 ronden  |
| 8    | LMP2       | 26  | G-Drive Racing            | Alex Brundle Roman Roesinov Will Stevens                | Nissan VK45DE 4.5 L V8         | D      | 180    | +15 ronden  |
| 9    | LMP2       | 30  | Extreme Speed Motorsports | Tom Blomqvist Sean Gelael Antonio Giovinazzi            | Ligier JS P2                   | D      | 179    | +16 ronden  |
| 9    | LMP2       | 30  | Extreme Speed Motorsports | Tom Blomqvist Sean Gelael Antonio Giovinazzi            | Nissan VK45DE 4.5 L V8         | D      | 179    | +16 ronden  |
| 10   | LMP2       | 43  | RGR Sport by Morand       | Filipe Albuquerque Ricardo González Bruno Senna         | Ligier JS P2                   | D      | 179    | +16 ronden  |
| 10   | LMP2       | 43  | RGR Sport by Morand       | Filipe Albuquerque Ricardo González Bruno Senna         | Nissan VK45DE 4.5 L V8         | D      | 179    | +16 ronden  |
| 11   | LMP2       | 36  | Signatech Alpine          | Nicolas Lapierre Gustavo Menezes Stéphane Richelmi      | Alpine A460                    | D      | 179    | +16 ronden  |
| 11   | LMP2       | 36  | Signatech Alpine          | Nicolas Lapierre Gustavo Menezes Stéphane Richelmi      | Nissan VK45DE 4.5 L V8         | D      | 179    | +16 ronden  |
| 12   | LMP2       | 31  | Extreme Speed Motorsports | Chris Cumming Ryan Dalziel Pipo Derani                  | Ligier JS P2                   | D      | 179    | +16 ronden  |
| 12   | LMP2       | 31  | Extreme Speed Motorsports | Chris Cumming Ryan Dalziel Pipo Derani                  | Nissan VK45DE 4.5 L V8         | D      | 179    | +16 ronden  |
| 13   | LMP2       | 27  | SMP Racing                | Michail Aljosjin Maurizio Mediani Nicolas Minassian     | BR Engineering BR01            | D      | 177    | +18 ronden  |
| 13   | LMP2       | 27  | SMP Racing                | Michail Aljosjin Maurizio Mediani Nicolas Minassian     | Nissan VK45DE 4.5 L V8         | D      | 177    | +18 ronden  |
| 14   | LMP2       | 37  | SMP Racing                | Kirill Ladygin Vitali Petrov Viktor Shaytar             | BR Engineering BR01            | D      | 177    | +18 ronden  |
| 14   | LMP2       | 37  | SMP Racing                | Kirill Ladygin Vitali Petrov Viktor Shaytar             | Nissan VK45DE 4.5 L V8         | D      | 177    | +18 ronden  |
| 15   | LMP2       | 35  | Baxi DC Racing Alpine     | Paul-Loup Chatin David Cheng Ho-Pin Tung                | Alpine A460                    | D      | 176    | +19 ronden  |
| 15   | LMP2       | 35  | Baxi DC Racing Alpine     | Paul-Loup Chatin David Cheng Ho-Pin Tung                | Nissan VK45DE 4.5 L V8         | D      | 176    | +19 ronden  |
| 16   | LMP2       | 44  | Manor                     | Richard Bradley Alex Lynn Matt Rao                      | Oreca 05                       | D      | 174    | +21 ronden  |
| 16   | LMP2       | 44  | Manor                     | Richard Bradley Alex Lynn Matt Rao                      | Nissan VK45DE 4.5 L V8         | D      | 174    | +21 ronden  |
| 17   | LMGTE Pro  | 67  | Ford Chip Ganassi Team UK | Andy Priaulx Harry Tincknell                            | Ford GT                        | M      | 170    | +25 ronden  |
| 17   | LMGTE Pro  | 67  | Ford Chip Ganassi Team UK | Andy Priaulx Harry Tincknell                            | Ford EcoBoost 3.5 L Turbo V6   | M      | 170    | +25 ronden  |
| 18   | LMGTE Pro  | 66  | Ford Chip Ganassi Team UK | Stefan Mücke Olivier Pla                                | Ford GT                        | M      | 170    | +25 ronden  |
| 18   | LMGTE Pro  | 66  | Ford Chip Ganassi Team UK | Stefan Mücke Olivier Pla                                | Ford EcoBoost 3.5 L Turbo V6   | M      | 170    | +25 ronden  |
| 19   | LMGTE Pro  | 51  | AF Corse                  | Gianmaria Bruni James Calado                            | Ferrari 488 GTE                | M      | 170    | +25 ronden  |
| 19   | LMGTE Pro  | 51  | AF Corse                  | Gianmaria Bruni James Calado                            | Ferrari F154CB 4.0 L Turbo V8  | M      | 170    | +25 ronden  |
| 20   | LMGTE Pro  | 95  | Aston Martin Racing       | Marco Sørensen Nicki Thiim                              | Aston Martin Vantage GTE       | D      | 170    | +25 ronden  |
| 20   | LMGTE Pro  | 95  | Aston Martin Racing       | Marco Sørensen Nicki Thiim                              | Aston Martin 4.5 L Turbo V8    | D      | 170    | +25 ronden  |
| 21   | LMGTE Pro  | 71  | AF Corse                  | Sam Bird Davide Rigon                                   | Ferrari 488 GTE                | M      | 168    | +27 ronden  |
| 21   | LMGTE Pro  | 71  | AF Corse                  | Sam Bird Davide Rigon                                   | Ferrari F154CB 3.9 L Turbo V8  | M      | 168    | +27 ronden  |
| 22   | LMGTE Pro  | 77  | Dempsey-Proton Racing     | Michael Christensen Richard Lietz                       | Porsche 911 RSR                | M      | 168    | +27 ronden  |
| 22   | LMGTE Pro  | 77  | Dempsey-Proton Racing     | Michael Christensen Richard Lietz                       | Porsche 4.0 L Flat-6           | M      | 168    | +27 ronden  |
| 23   | LMGTE Am   | 98  | Aston Martin Racing       | Paul Dalla Lana Pedro Lamy Mathias Lauda                | Aston Martin Vantage GTE       | M      | 166    | +29 ronden  |
| 23   | LMGTE Am   | 98  | Aston Martin Racing       | Paul Dalla Lana Pedro Lamy Mathias Lauda                | Aston Martin 4.5 L V8          | M      | 166    | +29 ronden  |
| 24   | LMP1 privé | 13  | Rebellion Racing          | Alexandre Imperatori Dominik Kraihamer Mathéo Tuscher   | Rebellion R-One                | D      | 166    | +29 ronden  |
| 24   | LMP1 privé | 13  | Rebellion Racing          | Alexandre Imperatori Dominik Kraihamer Mathéo Tuscher   | AER P60 2.4 L Turbo V6         | D      | 166    | +29 ronden  |
| 25   | LMGTE Am   | 83  | AF Corse                  | Rui Águas Emmanuel Collard François Perrodo             | Ferrari 458 Italia GT2         | M      | 166    | +29 ronden  |
| 25   | LMGTE Am   | 83  | AF Corse                  | Rui Águas Emmanuel Collard François Perrodo             | Ferrari 4.5 L V8               | M      | 166    | +29 ronden  |
| 26   | LMGTE Am   | 78  | KCMG                      | Joël Camathias Wolf Henzler Christian Ried              | Porsche 911 RSR                | M      | 166    | +29 ronden  |
| 26   | LMGTE Am   | 78  | KCMG                      | Joël Camathias Wolf Henzler Christian Ried              | Porsche 4.0 L Flat-6           | M      | 166    | +29 ronden  |
| 27   | LMGTE Am   | 88  | Abu Dhabi-Proton Racing   | David Heinemeier Hansson Patrick Long Khaled Al Qubaisi | Porsche 911 RSR                | M      | 166    | +29 ronden  |
| 27   | LMGTE Am   | 88  | Abu Dhabi-Proton Racing   | David Heinemeier Hansson Patrick Long Khaled Al Qubaisi | Porsche 4.0 L Flat-6           | M      | 166    | +29 ronden  |
| 28   | LMGTE Am   | 50  | Larbre Compétition        | Romain Brandela Pierre Ragues Ricky Taylor              | Chevrolet Corvette C7.R        | M      | 164    | +31 ronden  |
| 28   | LMGTE Am   | 50  | Larbre Compétition        | Romain Brandela Pierre Ragues Ricky Taylor              | Chevrolet LT5.5 5.5 L V8       | M      | 164    | +31 ronden  |
| 29   | LMGTE Am   | 86  | Gulf Racing               | Ben Barker Adam Carroll Michael Wainwright              | Porsche 911 RSR                | M      | 164    | +31 ronden  |
| 29   | LMGTE Am   | 86  | Gulf Racing               | Ben Barker Adam Carroll Michael Wainwright              | Porsche 4.0 L Flat-6           | M      | 164    | +31 ronden  |
| DNF  | LMGTE Pro  | 97  | Aston Martin Racing       | Richie Stanaway Darren Turner                           | Aston Martin Vantage GTE       | D      | 1      | Uitgevallen |
| DNF  | LMGTE Pro  | 97  | Aston Martin Racing       | Richie Stanaway Darren Turner                           | Aston Martin 4.5 L Turbo V8    | D      | 1      | Uitgevallen |
| DNF  | LMP2       | 45  | Manor                     | Mathias Beche Roberto González Tor Graves               | Oreca 05                       | D      | 0      | Uitgevallen |
| DNF  | LMP2       | 45  | Manor                     | Mathias Beche Roberto González Tor Graves               | Nissan VK45DE 4.5 L V8         | D      | 0      | Uitgevallen |

## Tussenstanden na wedstrijd
LMP (coureurs)
| Pos | Coureur                                       | Punten |
| --- | --------------------------------------------- | ------ |
| 1   | Romain Dumas Neel Jani Marc Lieb              | 152    |
| 2   | Mike Conway Kamui Kobayashi Stéphane Sarrazin | 135    |
| 3   | Loïc Duval Lucas di Grassi Oliver Jarvis      | 121,5  |
| 4   | Timo Bernhard Brendon Hartley Mark Webber     | 119,5  |
| 5   | Marcel Fässler André Lotterer                 | 86     |

LMP1 (constructeurs)
| Pos | Team    | Punten |
| --- | ------- | ------ |
| 1   | Porsche | 301    |
| 2   | Audi    | 222    |
| 3   | Toyota  | 207    |

GTE (coureurs)
| Pos | Coureur                      | Punten |
| --- | ---------------------------- | ------ |
| 1   | Marco Sørensen Nicki Thiim   | 131    |
| 2   | Sam Bird Davide Rigon        | 119    |
| 3   | Stefan Mücke Olivier Pla     | 110    |
| 4   | Gianmaria Bruni James Calado | 110    |
| 5   | Andy Priaulx Harry Tincknell | 105,5  |

GTE (constructeurs)
| Pos | Constructeur | Punten |
| --- | ------------ | ------ |
| 1   | Ferrari      | 261    |
| 2   | Aston Martin | 251    |
| 3   | Ford         | 221,5  |
| 4   | Porsche      | 113    |

GT Pro (teams)
| Pos | Nr | Team                      | Punten |
| --- | -- | ------------------------- | ------ |
| 1   | 95 | Aston Martin Racing       | 131    |
| 2   | 67 | Ford Chip Ganassi Team UK | 129    |
| 3   | 66 | Ford Chip Ganassi Team UK | 121    |
| 4   | 71 | AF Corse                  | 119    |
| 5   | 51 | AF Corse                  | 110    |

LMP1 privé (coureurs)
| Pos | Coureur                                               | Punten |
| --- | ----------------------------------------------------- | ------ |
| 1   | Alexandre Imperatori Dominik Kraihamer Mathéo Tuscher | 168    |
| 2   | Nick Heidfeld Nicolas Prost                           | 104    |
| 3   | Simon Trummer Oliver Webb                             | 91     |
| 4   | Nelson Piquet jr.                                     | 86     |
| 5   | Pierre Kaffer                                         | 43     |

LMP1 privé (teams)
| Pos | Nr | Team                 | Punten |
| --- | -- | -------------------- | ------ |
| 1   | 13 | Rebellion Racing     | 168    |
| 2   | 12 | Rebellion Racing     | 104    |
| 3   | 4  | ByKolles Racing Team | 91     |

LMP2 (coureurs)
| Pos | Coureur                                            | Punten |
| --- | -------------------------------------------------- | ------ |
| 1   | Nicolas Lapierre Gustavo Menezes Stéphane Richelmi | 183    |
| 2   | Filipe Albuquerque Ricardo González Bruno Senna    | 148    |
| 3   | Roman Roesinov                                     | 137    |
| 4   | Chris Cumming Ryan Dalziel Pipo Derani             | 104    |
| 5   | Will Stevens                                       | 92     |

LMP2 (teams)
| Pos | Nr | Team                      | Punten |
| --- | -- | ------------------------- | ------ |
| 1   | 36 | Signatech Alpine          | 183    |
| 2   | 43 | RGR Sport by Morand       | 151    |
| 3   | 26 | G-Drive Racing            | 139    |
| 4   | 31 | Extreme Speed Motorsports | 104    |
| 5   | 30 | Extreme Speed Motorsports | 68     |

GTE Am (coureurs)
| Pos | Coureur                                     | Punten |
| --- | ------------------------------------------- | ------ |
| 1   | Rui Águas Emmanuel Collard François Perrodo | 173    |
| 2   | Paul Dalla Lana Pedro Lamy Mathias Lauda    | 148    |
| 3   | David Heinemeier Hansson Khaled Al Qubaisi  | 126    |
| 4   | Patrick Long                                | 105    |
| 5   | Joël Camathias Wolf Henzler Christian Ried  | 103    |

GTE Am (teams)
| Pos | Nr | Team                    | Punten |
| --- | -- | ----------------------- | ------ |
| 1   | 83 | AF Corse                | 173    |
| 2   | 98 | Aston Martin Racing     | 148    |
| 3   | 88 | Abu Dhabi-Proton Racing | 126    |
| 4   | 78 | KCMG                    | 107    |
| 5   | 50 | Larbre Compétition      | 102    |